# Premis del Sindicat Nacional de l'Espectacle de 1974
Els trenta-quatrens Premis Nacionals de Cinematografia concedits pel Sindicat Nacional de l'Espectacle corresponents a 1974 es van concedir el 30 de gener de 1975 a Madrid. Foren els darrers premis concedits en vida del dictador. En aquesta edició els premis econòmics foren per dues pel·lícules i 1.500.000 pessetes, i un total de 265.000 pessetes als premis al millor director, guió, actor i actriu principal, actor i actriu secundaris, fotografia, decorats i música.

## Guardonats de 1974
| Categoria                | Premi         | Pel·lícula premiada                                   | Director                                                        |
| ------------------------ | ------------- | ----------------------------------------------------- | --------------------------------------------------------------- |
| 1r premi                 | 1.000.000 pts | El amor del capitán Brando                            | Jaime de Armiñán                                                |
| 2n premi                 | 500.000 pts   | Los nuevos españoles                                  | Roberto Bodegas                                                 |
| Millor curtmetratge      | 25.000 pts    | Biotopo                                               | Carles Mira                                                     |
| Millor director          | 45.000 pts    | Jaime de Armiñán                                      | El amor del capitán Brando                                      |
| Millor guió              | 45.000 pts    | Roberto Bodegas, José Luis Dibildos i José Luis Garci | Los nuevos españoles                                            |
| Millor actriu            | 30.000 pts    | Concha Velasco                                        | Tormento                                                        |
| Millor actor             | 30.000 pts    | Antonio Ferrandis                                     | ¿... Y el prójimo?                                              |
| Millor actriu principal  | 20.000 pts    | Charo López                                           | La Regenta                                                      |
| Millor actor principal   | 20.000 pts    | Manuel Zarzo                                          | Los nuevos españoles                                            |
| Millor actriu secundària | 10.000 pts    | Amelia de la Torre                                    | Tormento                                                        |
| Millor actor secundari   | 10.000 pts    | Ismael Merlo                                          | Una pareja... distinta                                          |
| Millor labor de conjunt  | 10.000 pts    | Milagros Leal i Alfredo Mayo                          |                                                                 |
| Millor fotografia        | 25.000 pts    | Luis Cuadrado Encinar                                 | pel conjunt de la seva obra                                     |
| Millors decorats         | 20.000 pts    | Ramiro Gómez                                          | Los nuevos españoles Tocata y fuga de Lolita Vida conyugal sana |
| Millors música           | 20.000 pts    | Carmelo Bernaola                                      | Tormento                                                        |